# Oxyopes rubrosignatus
Oxyopes rubrosignatus là một loài nhện trong họ Oxyopidae.
Loài này thuộc chi Oxyopes. Oxyopes rubrosignatus được Eugen von Keyserling miêu tả năm 1891.